# Vice (rivista)
Vice è una rivista fondata a Montréal, in Canada, nel 1994. Nasce con il nome di "Voice of Montreal" e sotto forma di zina, ossia per hobby. Si rivolge prevalentemente a un pubblico giovanile, diffondendo la cultura underground. L'edizione italiana è nata nel 2006. La sede di VICE Italia è a Milano.

## Storia
Dall'ottobre 2014, il Chief Creative Officer è Eddy Moretti, Andrew Creighton ne è il presidente. Dall'ottobre 2014 esistono 29 sedi nazionali di VICE nel mondo.
Dall'agosto 2013 Rupert Murdoch ha investito 70 milioni di dollari in Vice Media, divenendo così proprietario di un 5% dell'intero capitale sociale. Nel novembre 2014 VICE Media annunciò che Alyssa Mastromonaco avrebbe fatto parte della compagnia quale Chief Operating Officer, cosa che è effettivamente avvenuta nel gennaio 2015.
Nel 2013 VICE ha lanciato anche una serie di programmi di notizie nel canale HBO dal titolo VICE. La serie, premiata con un Premio Emmy, diffonderà la terza e quarta stagione sia nel 2015 sia nel 2016.
Il 15 maggio 2023 la rivista dichiara bancarotta.

## Organizzazione
- Shane Smith – Co-fondatore[5]
- Suroosh Alvi – Co-fondatore[6]
- Ellis Jones – Redattore capo[7]

## Reputazione
Fin dai suoi inizi come Voice of Montreal, Vice aveva una "reputazione di provocazione". Nel 2010, Vice è stato descritto come "giornalismo gonzo per la generazione YouTube". Man mano che la rivista diventava un marchio mediatico più ampio, ha lottato per "come prendere le distanze dal suo passato grezzo, ma mantenere abbastanza di quella reputazione per consolidare e far crescere la sua autorità presso il suo pubblico principale". Tuttavia, la rivista ha continuato ad affrontare polemiche. Nel 2013, la rivista ha ritirato parti di un servizio di moda intitolato "Last Words" che raffigurava "scrittrici che si uccidevano". Sempre nel 2013, Vice ha nuovamente guadagnato un'attenzione sgradita quando l'allora direttore della rivista si è unito al magnate del software miliardario John McAfee mentre eludeva le autorità per evitare di essere interrogato su un caso di omicidio.